# 岩崎春果
岩崎 春果（いわさき はるか、2003年〈平成15年〉4月26日 - ）は、日本の女性アイドル、ファッションモデルであり、女性アイドルグループ・mignon【みにょん】のメンバー。元原宿駅前パーティーズ「ふわふわ」のメンバー。元Popteenレギュラーモデル、元ニコ☆プチ専属モデル。愛称はるちゃ、るちゃまる、はるる、はるちゃん、ハルカ。

## 略歴
2014年10月号より、女子小学生向け雑誌『ニコ☆プチ』専属モデルを務める。第3回プチ☆コレで、JENNIのステージを歩いた。後にSUPER☆GiRLSのメンバーとなる阿部夢梨とはプチ☆コレ共演時からの付き合いで、今でも仲が良い。
2015年8月24日、原宿駅前パーティーズを構成する4チームの一つ「ふわふわ」のメンバーとして活動開始。同年10月から、金曜ドラマ『サムライせんせい』に出演。
2018年6月から2022年まで朝日新聞社「私の折々のことばコンテスト」サポーターを務める（後任はやはり原宿駅前パーティーズの石井美凪）。また12月から、ファッション雑誌『Popteen』のレギュラーモデルを務めた。
2023年3月31日、ライジングプロダクションからの退所を正式に発表している。
2023年9月25日、Xにて女性アイドルグループ・mignon【みにょん】のメンバーとなったことを発表。

## 人物
好きな言葉は「笑顔は女の子が出来る最高のメイクよ」（マリリン・モンロー）。

### 性格
とにかく元気。元気過ぎてとにかく怒られる。

### 趣味・特技
趣味は、上手くないが、料理。特技はバスケとダンス。ヒップホップからアイドル系までこなす。

## 出演

### テレビドラマ
- サムライせんせい（2015年10月 - 12月、テレビ朝日） - 篠原優菜 役
- 咲-Saki-阿知賀編 episode of side-A（2017年12月 - 2018年1月、MBS・TBS） - 江崎仁美 役

### 映画
- 咲-Saki-阿知賀編 episode of side-A（2018年1月20日公開、ティ・ジョイ） - 江崎仁美 役

### ネット番組
- 原宿AbemaNews（2016年4月 - 2017年6月、AbemaTV） - 火曜日キャスター
- Popteenカバーガール戦争（2018年12月 - 、AbemaTV）

### 雑誌
- ちゃお（2014年5月号 - 、小学館）
- ニコ☆プチ（2011年6月号、新潮社） - ママSNAP
- ニコ☆プチ（2014年10月号 - 2017年6月号、新潮社） - 専属モデル
- Popteen（2018年12月号 - 、角川春樹事務所） - レギュラーモデル

### 舞台
- 小公女セーラ（2018年6月14日 - 16日） - セーラ 役
- 小公女セーラ（2019年11月20日 - 24日） - セーラ 役
- Les Misérables～惨めなる人々～（2020年8月25日 - 30日） - コゼット 役

### 音楽番組
- DA DA ダンス（2018年10月30日 - 2019年5月21日、フジテレビ）
- ミュージックステーション ウルトラ SUPER LIVE 2019（2019年12月27日、テレビ朝日）
- バズリズム02（2020年3月6日、日本テレビ）

### バラエティ番組
- ★浜ちゃんが!★藤井隆がやりたい放題!アイドルふわふわと対決（2017年10月11日、日本テレビ)
- 痛快TV スカッとジャパン
  - 篠原涼子&西島秀俊がぶっちゃけ&ISSA登場（2018年11月12日、フジテレビ)
  - 長澤まさみも爆笑!人気キャラ連発2時間SP（2019年5月6日、フジテレビ)
  - 最凶悪女!小林麻耶が復活2時間SP（2019年8月19日、フジテレビ)
  - 菅野美穂!菜々緒!南果歩!大物女優大集合2時間SP（2020年1月13日、フジテレビ)
  - 菜々緒!田中みな実!女性救うヒーロー新作連発SP（2020年6月1日、フジテレビ)
  - キンプリ岸ぺこぱ爆笑!新作連発SP（2020年6月8日、フジテレビ)
  - 今年話題の人が新悪役SP【見れば100万当たる】（2021年1月11日、フジテレビ)
  - 広瀬アリス&キンプリ岸!芸能人の実話を再現SP（2021年5月17日、フジテレビ)
- 人生が変わる1分間の深イイ話×しゃべくり007合体SP（2020年3月16日、日本テレビ)
- Leadバラエティ（2020年4月1日 - 、TOKYO MX)

### CM
- ニコプチ&マクドナルド コラボ企画 ハッピーセット
- ニンテンドー3DS用ソフト「ニコ☆プチ ガールズランウェイ」